# O양의 아파트
《O양의 아파트》는 한국에서 제작된 변장호 감독의 1978년 드라마 영화이다. 김자옥 등이 주연으로 출연하였고 최춘지 등이 제작에 참여하였다.

## 출연

### 주연
- 한진희
- 김자옥
- 김희라
- 노향금

## 기타
- 원작자: 오미영
- 조명: 손영철
- 미술: 조경환